# Măguri-Răcătău
Măguri-Răcătău é uma comuna romena localizada no distrito de Cluj, na região histórica da Transilvânia. A comuna possui uma área de 330.00 km² e sua população era de 2327 habitantes segundo o censo de 2007.